# ST3GAL1
ST3GAL1 (англ. ST3 beta-galactoside alpha-2,3-sialyltransferase 1) – білок, який кодується однойменним геном, розташованим у людей на 8-й хромосомі. Довжина поліпептидного ланцюга білка становить 340 амінокислот, а молекулярна маса — 39 075.
| 10         |  | 20         |  | 30         |  | 40         |  | 50         |
| ---------- |  | ---------- |  | ---------- |  | ---------- |  | ---------- |
| MVTLRKRTLK |  | VLTFLVLFIF |  | LTSFFLNYSH |  | TMVATTWFPK |  | QMVLELSENL |
| KRLIKHRPCT |  | CTHCIGQRKL |  | SAWFDERFNQ |  | TMQPLLTAQN |  | ALLEDDTYRW |
| WLRLQREKKP |  | NNLNDTIKEL |  | FRVVPGNVDP |  | MLEKRSVGCR |  | RCAVVGNSGN |
| LRESSYGPEI |  | DSHDFVLRMN |  | KAPTAGFEAD |  | VGTKTTHHLV |  | YPESFRELGD |
| NVSMILVPFK |  | TIDLEWVVSA |  | ITTGTISHTY |  | IPVPAKIRVK |  | QDKILIYHPA |
| FIKYVFDNWL |  | QGHGRYPSTG |  | ILSVIFSMHV |  | CDEVDLYGFG |  | ADSKGNWHHY |
| WENNPSAGAF |  | RKTGVHDADF |  | ESNVTATLAS |  | INKIRIFKGR |  |            |

A: Аланін

C: Цистеїн

D: Аспарагінова кислота

E: Глутамінова кислота

F: Фенілаланін

G: Гліцин

H: Гістидин

I: Ізолейцин

K: Лізин

L: Лейцин

M: Метіонін

N: Аспарагін

P: Пролін

Q: Глутамін

R: Аргінін

S: Серин

T: Треонін

V: Валін

W: Триптофан

Кодований геном білок за функціями належить до трансфераз, глікозилтрансфераз. 
Локалізований у мембрані, апараті гольджі.
Також секретований назовні.